# Бокс (филм, 1894)
Вижте пояснителната страница за други значения на Бокс.
„Бокс“ (на английски: Boxing) е американски късометражен ням филм от 1894 година на режисьора и продуцент Уилям Кенеди Диксън, заснет от компанията Едисън Манюфакчъринг Къмпъни, собственост на Томас Едисън.

## В ролите
- Джак Маколиф[2]